# Vittorio Orlandi
Vittorio Orlandi (Cassano Magnago, 8 de septiembre de 1938) es un jinete italiano que compitió en la modalidad de salto ecuestre. Participó en los Juegos Olímpicos de Múnich 1972, obteniendo una medalla de bronce en la prueba por equipos.

## Palmarés internacional
| Juegos Olímpicos | Juegos Olímpicos | Juegos Olímpicos  | Juegos Olímpicos |
| Año              | Lugar            | Medalla           | Categoría        |
| ---------------- | ---------------- | ----------------- | ---------------- |
| 1972             | Múnich (RFA)     | Medalla de bronce | Por equipos      |